# نام برهنه

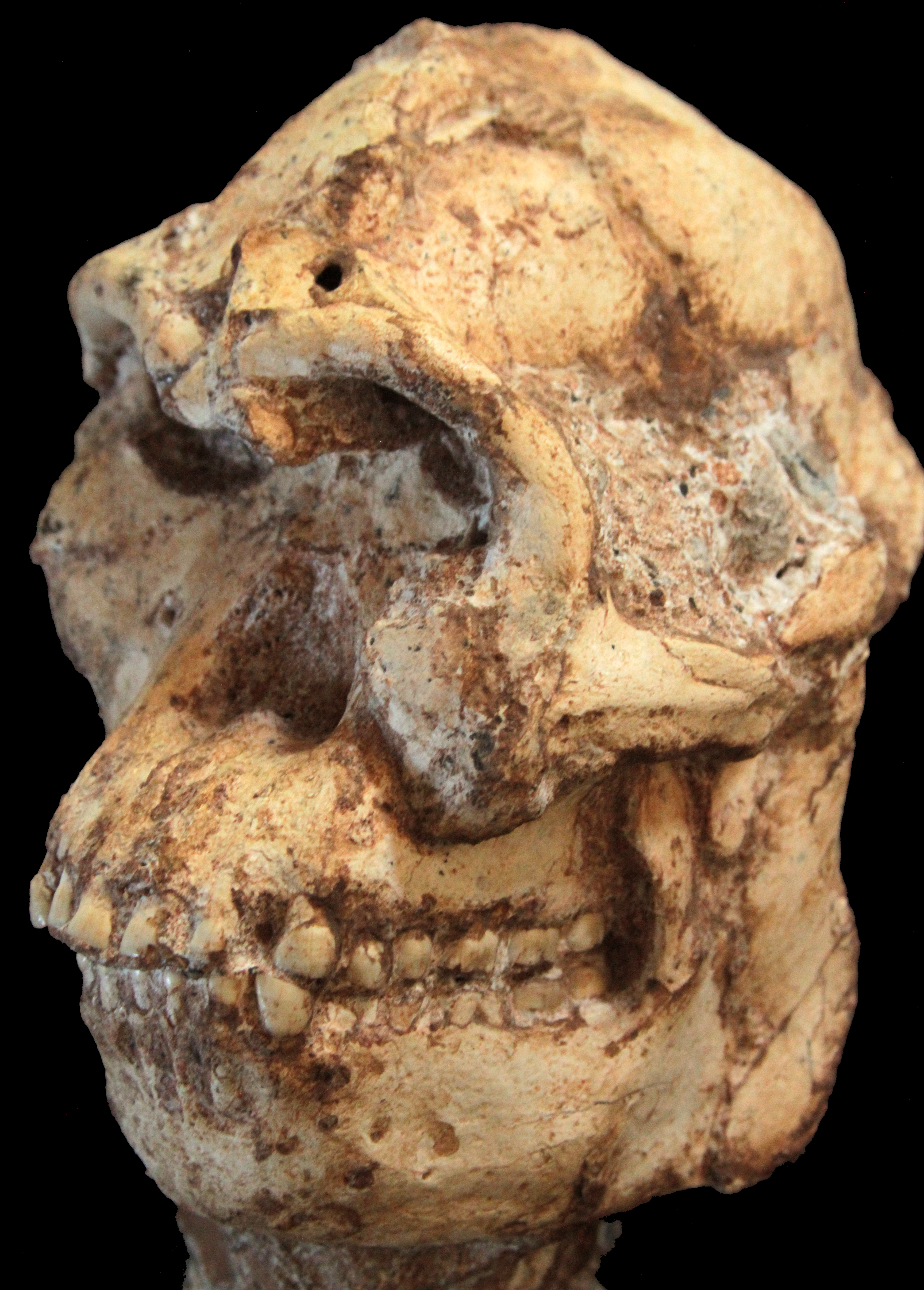
جمجمه پاکوچک که گاهی با نام برهنهٔ Australopithecus prometheus نامیده می‌شود

در آرایه‌شناسی، یک نام برهنه (Nomen nudum؛ در جمع nomina nuda) نامی است که دقیقاً شبیه یک نام علمی یک موجود زنده است، و ممکن است در ابتدا باهم یکی باشد، اما با آن منتشر نشده است. توصیف کافی این باعث می‌شود که نامی «برهنه» یا «لخت» باشد که نمی‌توان آن را همان‌طور که هست پذیرفت.
یک اصطلاح تقریباً معادل، اما بسیار کمتر مورد کاربرد، nomen tantum ("نام تنها") است. گاهی، نام برهنه به اشتباه مترادف اصطلاح "نام‌های دسترس‌ناپذیر " در نظر گرفته می‌شود. با این حال، همه نام‌های دسترس‌ناپذیر، نام برهنه (nomina nuda) نیستند.

## در جانورشناسی
بر اساس قوانین نام‌گذاری جانورشناسی، یک نام برهنه در دسترس‌ناپذیر است. واژه‌نامه کد بین‌المللی نام‌گذاری جانورشناسی این تعریف را ارائه می‌دهد:
nomen nudum (pl. nomina nuda), n.
A Latin term referring to a name that, if published before 1931, fails to conform to Article 12; or, if published after 1930, fails to conform to Article 13. […]

## در گیاه‌شناسی
با توجه به قوانین نام‌گذاری گیاه‌شناسی یک nomen nudum به‌طور معتبر منتشر نمی‌شود. واژه‌نامه کد بین‌المللی نامگذاری جلبک‌ها، قارچ‌ها و گیاهان این تعریف را ارائه می‌دهد:
A designation of a new taxon published without a description or diagnosis or reference to a description or diagnosis.
نیازهای تشخیص یا توصیف توسط مواد ۳۲، ۳۶، ۴۱، ۴۲ و ۴۴ پوشش داده شده است.
Nomina nuda که پیش از ۱ ژانویه ۱۹۵۹ منتشر شده است می‌تواند برای تعیین نام رقم استفاده شود. به عنوان مثال، Veronica sutherlandii، یک nomen nudum، به عنوان پایه‌ای برای Hebe pinguifolia 'Sutherlandii' به کار رفته است.